# Nades (Allier)
Nades település Franciaországban, Allier megyében. Lakosainak száma 158 fő (2022. január 1.). Nades Chouvigny, Échassières, Lalizolle és Servant községekkel határos.

## Népesség
A település népességének változása:
| Lakosok száma | 176  | 133  | 108  | 124  | 149  | 152  | 153  | 150  | 150  | 158  |
|               | 1968 | 1982 | 1990 | 2006 | 2013 | 2015 | 2017 | 2019 | 2020 | 2022 |